# Зимерн (Вестервалд)
Зимерн (њем. Simmern) општина је у њемачкој савезној држави Рајна-Палатинат. Једно је од 192 општинска средишта округа Вестервалд. Према процјени из 2010. у општини је живјело 1.433 становника. Посједује регионалну шифру (AGS) 7143071.

## Географски и демографски подаци
Зимерн се налази у савезној држави Рајна-Палатинат у округу Вестервалд. Општина се налази на надморској висини од 290 метара. Површина општине износи 9,1 km². У самом мјесту је, према процјени из 2010. године, живјело 1.433 становника. Просјечна густина становништва износи 158 становника/km².